# El Fraile, Guanajuato
El Fraile är en ort i Mexiko.   Den ligger i kommunen San Miguel de Allende och delstaten Guanajuato, i den centrala delen av landet, 240 km nordväst om huvudstaden Mexico City. El Fraile ligger 2 003 meter över havet och antalet invånare är 510.
Terrängen runt El Fraile är huvudsakligen platt, men åt nordost är den kuperad. Runt El Fraile är det ganska tätbefolkat, med 80 invånare per kvadratkilometer. Närmaste större samhälle är Palo Colorado, 17,0 km sydväst om El Fraile. Trakten runt El Fraile består till största delen av jordbruksmark.